# Pfortenlandschaft
Unter Pfortenlandschaft versteht man in der Geographie Eintalungen zwischen zwei Berglandschaften, die zwei größere flachere Landschaftsräume verbinden. Es handelt sich um eine Erweiterung des Begriffs Talpass von kleinen Engtälern auf größere Gebiete.
Die Bezeichnung Pforte kommt von lateinisch porta ‚Tür, Tor, Portal‘, und beschreibt die meist für den Verkehr wichtige Bedeutung solcher Landschaftsräume. Entsprechend findet sich in Choronymika (Raumnamen) neben „Pforte“ auch „Tor“.
Es lassen sich prinzipiell (wie bei Talpässen) zwei Formen unterscheiden, diejenigen entlang eines Flusslaufes als Durchbruchstal (wie „Talpass“ für Talenge) und Passlandschaften (wie „Talpass“ als Talwasserscheide).

## Beispiele
Zu einem Landschaftsnamen:
- Böhmische Pforte, Elbdurchbruch durch das Böhmische Mittelgebirge
- Brucker Pforte in Niederösterreich
- Burgundische Pforte zum Oberrhein
- Dsungarische Pforte
- Hainburger Pforte der Donau im Osten Niederösterreichs
- Korneuburger Pforte der Donau westlich von Klosterneuburg
- Kösener Pforte
- Kilikische Pforte, Verbindung zwischen Kilikien und dem Hochland von Anatolien
- Mährische Pforte, Wasserscheide zwischen Oder und March
- Neustädter Pforte
- Pforte von Postojna zwischen Alpen und Dinariden
- Thebener Pforte an der Grenze Österreich-Slowakei
- Thüringer Pforte
- Porta Westfalica (Westfälische Pforte)
- Wiener Pforte der Donau ins Wiener Becken
- Wiener Neustädter Pforte (Ödenburger Pforte), Verbindung Wiener Becken – Eisenstädter Becken

Und:
- Eisernes Tor, Durchbruchstal an der Donau zwischen Karpaten und Banater Gebirge (Serbien und Rumänien)

- Karte mit allen verlinkten Seiten:
- OSM |
- WikiMap